# Boksermotor
En boksermotor er en forbrændingsmotor hvor cylindrene er arrangeret i to rækker på hver side af en enkel krumtapaksel, så bevægelserne fra alle stemplerne er i samme retning. (Må ikke forveksles med dobbeltvirkende stempelmotor)
Boksermotorer er mere kompakte end de traditionelle rækkemotorer, og har et lavere tyngdepunkt end nogen anden almindelig motortype. Biler og motorcykler som benytter sig af boksermotorer har derfor også normalt et lavere tyngdepunkt, og dermed bedre stabilitet og kontrol end andre biler. Motorerne er også bredere end de mere udbredte typer. En af ulemperne ved typen er først og fremmest er at den er mere kostbar at bygge, men den ekstra bredde kan også skabe problemer ved montering af motoren i fronten af en bil, da den let kan komme i konflikt med forhjulene.
Folkevognsboblen blev konstrueret med en luftafkølet boksermotor med fire cylindre, og det samme har bl.a. Porsche gjort i flere af fabrikkens modeller; fx Porsche 356 og 912. Chevrolet Corvair var udstyret med en udgave med seks cylindre, noget som ellers var usædvanligt i amerikanske sammenhænge. Porsche 906 og 911 er ligeledes blevet udstyret med sekscylindret motor. I de tidligere modeller af 911 var motoren luftafkølet, mens de nyere er vandafkølede. På disse biler er motoren monteret bagi, hvor den bredde motor ikke kommer i konflikt med forhjulene, valget af motor går dermed ikke ud over bilens svingradius. Frontmonterede, luftafkølede motorer blev tidligere også benyttet af franske Citroën, blandt andet i deres modeller 2CV og GS. BMW benytter sig også af boksermotorer i mange af deres motorcykler.
En af vore dages største producenter af boksermotorer er Subaru, og de benytter denne motortype i alle deres personbiler. I 2008 præsenterede Subaru som de første en boksermotor der benytter diesel som brændstof.
Porsche bruger stadig boksermotoren i de modeller hvor motoren er monteret bagerst, bl.a. i Boxster, Cayman og 911.
De allerfleste småfly har en 4- eller 6-cylindret luftafkølet boksermotor, gerne produceret af Lycoming eller Teledyne Continental.